# Gamma Hydrae
Gamma Hydrae (γ Hya, γ Hydrae) è una stella nella costellazione dell'Idra di magnitudine apparente +2,99, distante 132 anni luce dal sistema solare.
Si tratta di una gigante gialla di tipo spettrale G8, con una massa quasi il triplo di quella solare, 115 volte più luminosa e con un raggio 13 volte quello del Sole.
Attualmente la stella sembra stia passando una fase transitoria nella quale, finito l'idrogeno come combustibile, sta contraendo il nucleo di elio per poi iniziare la fusione in elementi più pesanti quali carbonio e ossigeno. In futuro la stella aumenterà il suo raggio e la sua luminosità entrando nella fase di gigante rossa.